# 北海道道206号下川風連線
北海道道206号下川風連線（ほっかいどうどう206ごう しもかわふうれんせん）は、北海道上川郡下川町と名寄市を結ぶ一般道道（北海道道）である。

## 概要

### 路線データ
- 起点：北海道上川郡下川町幸町（国道239号交点）
- 終点：北海道名寄市風連町南町（国道40号交点）
- 路線延長：20.1 km（総延長）

## 歴史
- 1954年（昭和29年）3月30日 - 61号として路線認定[1]。
- 1994年（平成6年）10月1日 - 路線番号を206号に変更[2]。

## 路線状況

### 重複区間
- 下川町幸町 - 下川町班渓（北海道道101号下川愛別線）

## 地理

### 通過する自治体
- 上川総合振興局
  - 上川郡下川町
  - 名寄市

### 交差する道路
下川町
- 国道239号 - 幸町（起点）
- 北海道道354号ペンケ下川停車場線 - 幸町
- 北海道道758号パンケ風連線 - 班渓
- 北海道道101号下川愛別線 - 班渓

名寄市
- 北海道道538号旭名寄線 - 風連町字旭
- 北海道道537号旭士別線 - 風連町字旭
- 国道40号 - 風連町南町

### 沿線にある施設など
下川町
- 下川町立下川小学校 - 西町
- 国土交通省北海道開発局旭川開発建設部サンルダム建設事業所 - 西町
- 桜ヶ丘公園（万里長城等） - 西町

名寄市
- 名寄市立日進小中学校 - 風連町字日進
- 日進郵便局 - 風連町字日進
- 御料ダム - 風連町字日進
- 名寄警察署風連旭駐在所 - 風連町字旭
- 名寄市営風連球場 - 風連町字中央